# Eleições gerais na Suécia em 2002
As eleições gerais suecas de 2002 realizaram-se a 15 de setembro e serviram para eleger os 349 deputados para o Riksdag.
O Partido Social Democrata obteve uma nova vitória, ao conseguir 40% dos votos e 144 deputados. Em conjunto com os resultados dos seus parceiros de governo, o Partido da Esquerda (8,4%) e o Partido Verde (4,7%), os social-democratas conseguiram manter a maioria absoluta parlamentar no poder desde 1994.
No centro-direita sueco, o grande destaque foi o resultado desastroso do Partido Moderado, que conseguia pouco mais de 15%, e que via a sua posição de partido dominante da direita pelo grande crescismento do Partido Popular Liberal, que conseguia 13% dos votos.
Com estes resultados, Göran Persson era reconduzido como Primeiro-ministro da Suécia.

## Partidos Concorrentes
Os principais partidos e blocos que concorreram nestas eleições foram:
| Partido/Bloco   | Partido/Bloco           | Partido/Bloco                     | Líder                   | Ideologia               | Espectro        |
| --------------- | ----------------------- | --------------------------------- | ----------------------- | ----------------------- | --------------- |
|                 |                         | Partido Social Democrata          | Göran Persson           | Social-democracia       | Centro-esquerda |
|                 | Partido da Esquerda     | Gudrun Schyman                    | Socialismo              | Esquerda                |                 |
|                 | Partido Verde           | Peter Eriksson Maria Wetterstrand | Ecologismo              | Centro-esquerda         |                 |
| Centro-esquerda | Centro-esquerda         | Göran Persson                     | Social-democracia       | Centro-esquerda         |                 |
|                 |                         | Partido Moderado                  | Bo Lundgren             | Conservadorismo liberal | Centro-direita  |
|                 | Democratas Cristãos     | Alf Svensson                      | Democracia cristã       | Centro-direita          |                 |
|                 | Partido do Centro       | Maud Olofsson                     | Liberalismo             | Centro/Centro-direita   |                 |
|                 | Partido Popular Liberal | Lars Leijonborg                   | Liberalismo             | Centro/Centro-direita   |                 |
| Centro-direita  | Centro-direita          | Bo Lundgren                       | Conservadorismo liberal | Centro-direita          |                 |

## Resultados Oficiais
| Partido                 | Partido                     | Votos     | %               | +/-   | Deputados | +/-     |
| ----------------------- | --------------------------- | --------- | --------------- | ----- | --------- | ------- |
|                         | Partido Social Democrata    | 2 113 560 | 39,85 / 100,00  | 3,46  | 144 / 349 | 13      |
|                         | Partido Moderado            | 809 041   | 15,26 / 100,00  | 7,64  | 55 / 349  | 27      |
|                         | Partido Popular Liberal     | 710 312   | 13,39 / 100,00  | 8,67  | 48 / 349  | 31      |
|                         | Democratas Cristãos         | 485 235   | 9,15 / 100,00   | 2,62  | 33 / 349  | 9       |
|                         | Partido da Esquerda         | 444 854   | 8,39 / 100,00   | 3,60  | 30 / 349  | 13      |
|                         | Partido do Centro           | 328 428   | 6,19 / 100,00   | 1,06  | 22 / 349  | 4       |
|                         | Partido Verde               | 246 392   | 4,65 / 100,00   | 0,16  | 17 / 349  | 1       |
|                         | Democratas Suecos           | 76 300    | 1,44 / 100,00   | 1,07  | 0 / 349   | Estável |
|                         | Outros (Com menos de 1,00%) | 85 695    | 1,62 / 100,00   |       | 0 / 349   |         |
| Votos Inválidos         | Votos Inválidos             | 82 218    | 1,53 / 100,00   | 0,58  |           |         |
| Total                   | Total                       | 5 385 430 | 100,00 / 100,00 |       | 349 / 349 |         |
| Eleitorado/Participação | Eleitorado/Participação     | 6 722 152 | 80,11 / 100,00  | 1,28  |           |         |
| Fonte                   | Fonte                       | [ 2 ]     | [ 2 ]           | [ 2 ] | [ 2 ]     | [ 2 ]   |

| Bloco | Bloco           | Votos     | %              | +/-  | Deputados | +/- |
| ----- | --------------- | --------- | -------------- | ---- | --------- | --- |
|       | Centro-esquerda | 2 804 806 | 52,89 / 100,00 | 0,02 | 191 / 349 | 1   |
|       | Centro-direita  | 2 333 016 | 43,99 / 100,00 | 0,53 | 158 / 349 | 1   |